# 4 mai 1983
Le mercredi 4 mai 1983 est le 124e jour de l'année 1983.

## Naissances
- Julien Malzieu, joueur international de rugby à XV
- Michael Rösch, biathlète allemand
- Robert Zwinkels, footballeur néerlandais
- Raffaella Calloni, joueuse italienne de volley-ball
- Trisha Krishnan, actrice tamil et telugu
- Émilie Delaunay, actrice française
- Rubén Olivera, footballeur uruguayen
- Jesse Moss, acteur canadien
- Carlos Grossmüller, footballeur uruguayen d'ascendance allemande
- Sanni Grahn-Laasonen, femme politique finlandaise
- Vincent Mendy, joueur français de basket-ball
- Derek Roy, joueur professionnel de hockey sur glace canadien
- Alberto Regazzoni, footballeur international suisse
- Andreas Jämtin, joueur professionnel de hockey sur glace suédois

## Décès
- Nino Sanzogno (né le 13 avril 1911), chef d'orchestre et compositeur italien
- Shūji Terayama (né le 10 décembre 1935), poète, écrivain, dramaturge, chroniqueur sportif japonais

## Autres événements
- Sortie française du film Derrière la porte
- Sortie française du film J'aurai ta peau
- Sortie française du film L'Éventreur de New York
- Sortie française du film Le Golf en folie
- Sortie française du film Zig Zag Story